# Color càlid i fred
El color càlid i fred és una oposició en teoria del color que va aparèixer a partir del segle xviii en l'anàlisi de les pintures europees per definir l'efecte que provocaven determinats colors en l'espectador. Així, els tons relacionats amb el verd o el blau són freds mentre que els colors relacionats amb el vermell o el groc són càlids. Curiosament, és una sensació oposada a la temperatura de color real, ja que les estrelles que emeten més calor són blaves i no grogues o vermelles. La distinció ha passat a la cultura popular, per exemple en l'aixeta, on el vermell indica aigua calenta i el blau aigua freda.

Colors freds i càlids.

Es considera que el color més fred és el blau fosc, que s'assimila al cel de nit, similar al negre, o al fons del mar, elements naturals que s'associen a la sensació de fred. Hi ha polèmica entre els artistes, en canvi, sobre quin és el color més càlid, alguns indiquen el vermell per la seva força (és el que ha acabat imperant a la cultura popular com a símbol d'alta temperatura) i d'altres el groc, lligat a la llum.

## Calidesa de color i noms
No totes les llengües es refereixen als colors càlids i freds amb els mateixos termes. Segons la teoria evolucionària dels noms del color de Kay, si un idioma té només tres paraules per designar color, aquestes equivaldran al color negre, blanc i vermell, que apareix així com el més bàsic. Posteriorment emergeix el contrast entre el verd i el groc i més endavant una paraula específica per al blau. I tampoc totes les llengües agrupen aquests contrastos de la mateixa forma.
Respecte als colors freds existeixen les següents possibilitats:
- distinció entre blau i verd com a tons essencials (amb variants o no)
- no hi ha distinció entre blau i verd, que es designen amb un sol mot (l'opció més freqüent entre les llengües)
- els colors freds s'assimilen a colors foscos i reben un nom com el negre
- hi ha un mateix terme que engloba els colors freds i el groc en oposició al bàsic vermell
- El blau se separa d'un terme que designa alhora verd-groc, entesos com a colors càlids

Respecte als colors càlids s'observen les següents variacions:
- es diferencia entre tons de groc i de vermell, l'opció més comuna
- s'associen tots els colors càlids amb un sol terme

Atès que el vermell és un color més bàsic, no existeix cap llengua coneguda que separi els colors freds i en canvi designi els colors càlids amb un sol terme.